# 巴哈马拟隆胎鳚
巴哈馬擬隆胎鳚（學名：Emblemariopsis bahamensis），為輻鰭魚綱鳚形目煙管鳚科擬隆胎鳚屬的一種，分布於西大西洋巴哈馬、古巴、波多黎各、小安地列斯群島海域，深度可達20公尺，本魚體延長，頭短鈍，吻部凹陷，有一對光滑的骨脊，口腔頂部兩側各有1排牙齒，每排5-9顆，無側線、無鱗片，背鰭硬棘19-22枚、背鰭軟條11-15枚、臀鰭硬棘2枚、臀鰭軟條21-23枚，雄體頭部、身體前半部、臀鰭基部前半部黑色至深褐色，有白色圓點，後方為淺灰色，背鰭前部黑色，無紅色或白色。雌魚半透明，臉頰和鰓蓋有白色斑點，頭頂有粉紅色斑點，中間有粉紅色Y形紋，脊柱上有交替出現的短深色和白色線紋，身體頂部和底部有一排黑點，體長可達2.6公分，棲息在被沙環繞的小塊礁石，通常躲在活珊瑚或海綿管中，以浮游動物為食，雌魚產附著性卵，由雄魚守護魚卵，生活習性不明。